# Göncruszka
Göncruszka là một thị trấn thuộc hạt Borsod-Abaúj-Zemplén, Hungary. Thị trấn này có diện tích 16,73 km², dân số năm 2010 là 632 người, mật độ 38 người/km².